# Конрад фон Ергерсхайм
Конрад фон Ергерсхайм (на немски: Konrad von Ergersheim; † 19 февруари 1203) е елект/епископ на Бамберг (1202 – 1203).

## Произход и духовна кариера
Той е от благороднически род от диоцез Вюрцбург.
Преди 1183 г. Конрад е домхер и след 1185 г. катедрален кустос на Бамберг. От 1191 г. е свещеник и от 1196 до ок. 1200 г. катедрален пробст в Бамберг. Избран е за епископ на Бамберг, след смъртта на епископ Тимо († 15 октомври или 25 октомври 1201). Регалиите той получава през януари 1202 г. от крал Филип Швабски в Хале. Там той, заедно с други князе, се обявява в конфликта за трона против папския легат. Вероятно затова папа Инокентий III не признава избора му за епископ. Той умира на 19 февруари 1203 г. без да е помазан за епископ и е погребан в криптата на „Св. Георг-Хорес“ в Бамбергската катедрала.
Новият епископ на Бамберг става Екберт фон Андекс-Мерания, отново от род Андекск-Мерания